# Michele Stevan
Michele Stevan (Asiago, 11 marzo 1993) è un hockeista su ghiaccio italiano, milita come attaccante nell'Hockey Club Asiago, squadra della Alps Hockey League.

## Carriera

### Club
Michele Stevan esordì nel massimo campionato nella stagione 2009-10 disputando 19 incontro con la maglia dell'HC Asiago. Nella stagione 2010-11, oltre al secondo scudetto consecutivo, arrivarono i primi punti, 4 assist in 47 partite disputate. In vista della stagione successiva Stevan fu confermato dalla società. Durante il campionato 2011-2012 dato l'accordo fra le due squadre Stevan fu ceduto in prestito in Serie A2 con l'EV Bozen, giocando 10 incontri e fornendo 2 assist.

### Nazionale
Stevan entrò nell'ambito della Nazionale italiana nel 2009, prendendo parte ai mondiali di categoria Under-18, conquistando la promozione in Prima Divisione. L'anno dopo prese parte sia ai mondiali U-18 che a quelli Under-20, andando a segno in entrambe le competizioni. Nel 2013 prese parte alle Universiadi del Trentino, chiuse al sesto posto.

## Palmarès

### Club
- Campionato italiano: 7

Asiago: 2009-2010, 2010-2011, 2012-2013, 2014-2015, 2019-2020, 2020-2021, 2021-2022
- Supercoppa italiana: 4

Asiago: 2013, 2020, 2021, 2022
- Alps Hockey League: 2

Asiago: 2017-2018, 2021-2022

### Nazionale
- Campionato mondiale di hockey su ghiaccio Under-18 - Seconda Divisione: 1

Estonia 2010